# Бедріє Тахір Гьокмен
Бедріє Тахір Гьокмен (тур. Bedriye Tahir Gökmen) — турецька льотчиця, перша турецька жінка, яка отримала ліцензію пілота.
Турецький парашутист Абдуррахман Тюрккушу в своєму інтерв'ю дав їй прізвисько «Gökmen Bacı», що в перекладі на українську означає «Сестра блакитного неба» .

## Біографія
Тахір пройшла навчання у приватній льотній школі Vecihi Hürkuş та отримала ліцензію пілота в 1933 році . Роботодавець, у якого вона у той момент працювала та паралельно займалася навчанням, не схвалив захоплення польотами і в якості покарання знизив їй зарплату, сподіваючись таким чином змусити Тахір покинути школу.
Проте, в 1934 році дівчина все ж закінчила льотну школу, після чого звернулася до заступника міністра Військово Повітряних Сил Туреччини, для того, щоб отримати підтвердження своєї ліцензії. Для підтвердження її навичок заступник міністра направив в школу групу інспекторів. Однак через те, що в цей час у школі сталася аварія, то не було літаків, які Тахір могла б використовувати для демонстрації вміння управляти літаком . Більше команда інспекторів для перевірки не поверталася, а сама школа закрилася пізніше в тому ж році .
У 1934 році, коли був введений новий турецький закон про прізвища, вона взяла прізвище Гьокмен .